# Улановський Михайло Семенович
Михайло Семенович Улановський (8 вересня (25 серпня) 1913, Миколаїв — 20 травня 1991, Київ) — український художник театру, заслужений діяч мистецтв УРСР, заслужений діяч мистецтв РРФСР (1956).

## Життєпис
Михайло Улановський народився у місті Миколаєві 8 вересня (25 серпня) 1913.
Навчався в Одеському художньому інституті.
В 1932 році закінчив Вищий художньо-технічний інститут (ВХУТЕІН) у Москві.
1932—1941 — працює в різних театрах Москви.
1946—1966 — працює в театрах Свердловська і Краснодара.
1966—1988 — художник Київського театру російської драми ім. Лесі Українки.
1988—1990 — художник Київського театру оперети.
Пішов з життя 20 травня 1991.

## Оформлені вистави
- «Антоній і Клеопатра» В. Шекспіра (1955)
- «Філумена Мартурано» Е. Де Філіппо (1965)
- «Ой не ходи, Грицю…» М. Старицького (1965)
- «Марія» А. Салинського (1970)
- «Варвари» М. Горького (1973)
- «Єдиний свідок» Аріадни та Петра Тур (Варна, 1973)
- «Російські люди» К. Симонова (1975)
- «Хазяйка» Музи Гараєвої (1978)